# Bockeboda strövområde
Bockeboda strövområde erbjuder vandrings-, mountainbike- och ridstigar, likaså motionsspår, grillplatser, bord och bänkar. I norr finns djup granskog och i söder lövskog. Bockeboda ligger på Nävlingeåsen i Kristianstad och ägs samt sköts av Stiftelsen Skånska Landskap. Från Bockatorpet utgår många markerade vandringsstigar, cykelstig samt motionsspår för de som vill löpträna. Just området kring Bockatorpet sköts av Kristianstads kommun samt Härlövs IF. I den sydöstra delen av Bockeboda strövområde finns Uddarps naturreservat med hundraåriga gamla ekar och bokar, stenmurar, gulsippa och annan skyddsvärd natur, vilket innebär speciella regler via Länsstyrelsen Skåne. Här gäller till exempel koppeltvång, förbud mot att stå med husbil över natten och eldning utanför fasta grillplatser. Härifrån utgår vandringsstigar, tillgänglig stig och ridstig. 
Från början köptes Bockeboda strövområde av Stiftelsen O D K Donation i L-län som förvaltas av Stiftelsen Skånska Landskap. Området ingår också i Kristianstads vattenrikes temalandskap "Värdefulla trädmiljöer i odlingslandskapet".